# Sjur Tollefsen
Sjur Bø Tollefsen (* 27. März 1969) ist ein ehemaliger norwegischer Handballspieler.

## Karriere
Der 1,90 m große Linkshänder Sjur Tollefsen wurde als rechter Rückraumspieler und rechter Außenspieler eingesetzt. In seiner Heimat spielte er für Skien BK und bis 1996 für IL Runar Sandefjord, mit dem er 1996 den Pokal errang. Mit dem dänischen Verein GOG Gudme wurde er 1997 Pokalsieger. Anschließend kam er in die deutsche Handball-Bundesliga zum Aufsteiger LTV Wuppertal. Nach einer Saison schloss er sich dem ThSV Eisenach an. Nach zwei Jahren in Thüringen kehrte er 2000 in seine Heimat zu Runar zurück. Nachdem er aufgrund von Verletzungen kaum für Runar gespielt hatte, wechselte er 2003 nach fast zwei Jahren Pause noch einmal zu Elverum Håndball, wo er wieder mit seinem ehemaligen Wuppertaler Mitspieler Stig Rasch vereint war.
In der Norwegischen Nationalmannschaft debütierte Tollefsen am 9. März 1991 und bestritt bis 1998 insgesamt 104 Länderspiele, in denen er 243 Tore erzielte. Für ein internationales Turnier konnte er sich in dieser Zeit nicht qualifizieren.